# Aricia heliomedon
Aricia heliomedon är en fjärilsart som beskrevs av Felix Bryk 1940. Aricia heliomedon ingår i släktet Aricia och familjen juvelvingar. Inga underarter finns listade i Catalogue of Life.